# Белица (Поморавие)
Вижте пояснителната страница за други значения на Белица.
Белица (изписване до 1945 година: Бѣлъ/Бѣлѝ) е регион на/в Поморавието  по долината на река Белица. Намира се северно от Левач, между Гледачките планини на запад-северозапад, планината Ухор на юг-югоизток и Велика Морава на изток. Най-северната част на географския район Темнич-Левач-Белица.